# Neu Kosenow
Neu Kosenow er en by og kommune i det nordøstlige Tyskland, beliggende i Amt Anklam-Land i den centrale del af Landkreis Vorpommern-Greifswald. Landkreis Vorpommern-Greifswald ligger i delstaten Mecklenburg-Vorpommern.
Indtil 31. december 2004 hørte kommunen under Amt Ducherow.

## Geografi
Neu Kosenow er beliggende ved Bundesstraße B 109. Anklam ligger cirka otte kilometer mod nordvest, og cirka 18 kilometer øst for kommunen ligger Ueckermünde. Jernbanen Berlin-Stralsund går gennem kommunen.
Ud over Neu Kosenow, findes landsbyerne Auerose, Dargibell og Kagendorf i kommunen.

## Eksterne kilder og henvisninger
- Wikimedia Commons har flere filer relateret til Neu Kosenow
- Byens side Arkiveret 22. februar 2017 hos  Wayback Machine på amtets websted
- Statistik Arkiveret 22. februar 2017 hos  Wayback Machine